# 新幾內亞舌天竺鯛
新幾內亞舌天竺鯛（學名：Glossamia narindica），為輻鰭魚綱鈎頭魚目天竺鯛科舌天竺鯛屬下的一個種，被IUCN列為易危保育類動物，分布於西太平洋巴布亞紐幾內亞弗萊河中部流域，體長可達12.5公分，棲息植被生長的氾濫平原、沼澤淺水域，夜間活動，屬肉食性，繁殖期時，雄魚具有口孵習性，卵約7日化成仔魚，由雄魚吐出，具短暫的仔魚飄浮期，生活習性不明。